# Gôtovany
Gôtovany é um município da Eslováquia, situado no distrito de Liptovský Mikuláš, na região de Žilina. Tem 2,91 km² de área e sua população em 2018 foi estimada em 474 habitantes.

## Demografia
| Ano:        | 1994 | 2004   | 2014    | 2024    |
| ----------- | ---- | ------ | ------- | ------- |
| Broj ljudi: | 379  | 389    | 440     | 511     |
| Razlika:    |      | +2,63% | +13,11% | +16,13% |

| Ano:               | 2023 | 2024   |
| ------------------ | ---- | ------ |
| Número de pessoas: | 503  | 511    |
| Diferença:         |      | +1,59% |